# Droga wojewódzka 770
Die Droga wojewódzka 770 (DW 770) ist eine elf Kilometer lange Droga wojewódzka (Woiwodschaftsstraße) in der polnischen Woiwodschaft Heiligkreuz, die Drożejowice mit Krzyż verbindet. Die Strecke liegt im Powiat Kazimierski.

## Streckenverlauf
Woiwodschaft Masowien, Powiat Kazimierski
-  Drożejowice (DW 768)
- Sielec-Kolonia
- Grodzonowice
- Ciuślice
- Opatkowiczki
- Czarnocin
- Cieszkowy
-  Krzyż (DW 776)